# نبوغ (بالگرد)
نبوغ (به انگلیسی: Mars Helicopter Ingenuity) با نام مستعار جینی، یک بالگرد رباتیک پروانه هم‌محور است که برای آزمایش این فناوری جهت ردیابی اهداف مورد نظر در مریخ از ۱۸ فوریه ۲۰۲۱ در مریخ قرار گرفته‌است. دو ماه بعد، به‌عنوان نخستین هواگرد موجود در این سیاره، در ۱۹ آوریل ۲۰۲۱ اولین پرواز اتمسفری شناخته شده را از پرواز به صورت برخاست و فرود عمود در سیاره‌ای دیگر غیر از زمین برای مدت زمان حدود ۳۹ ثانیه با موفقیت انجام داد. این بالگرد به برنامه‌ریزی بهترین مسیر برای حرکت مریخ‌نوردهای آینده کمک می‌کند. این بالگرد بدون سرنشین کوچک برای رهاسازی در سال ۲۰۲۱ از مریخ نورد استقامت به عنوان بخشی از مأموریت مریخ ۲۰۲۰ ناسا برنامه‌ریزی شده‌بود. بیست‌و‌پنجمین پرواز موفق جینی که در ۱۸ آوریل ۲۰۲۰ انجام شد، دستاورد رکوردهای جدید از جمله بالاترین سرعت و بیشترین مسافت طی شده در طول یک پرواز را برای این بالگرد به همراه داشت. بالگرد نبوغ ناسا به تازگی پنجاهمین پرواز خود را بر روی مریخ به پایان رساند. نبوغ ۱۳ آوریل پرواز کرد و مسافتی بیش از ۱۰۵۷.۰۹ فوت (۳۲۲.۲ متر) را در ۱۴۵.۷ ثانیه طی کرد. این بالگرد همچنین قبل از فرود در نزدیکی دهانه بلوا (Belva) با عرض نیم مایل (عرض ۸۰۰ متر) به رکورد ارتفاع ۵۹ فوتی (۱۸ متری) دست یافت. بالگرد نبوغ ناسا ماموریت خود در تاریخ ۲۵ ژانویه به پایان رساند. او در مجموع ۷۲ بار توانست در سطح مریخ پرواز کند. 

## انتخاب نام
این بالگرد توسط وانیزا روپانی (vaneeza ruppani)، دختری در کلاس یازدهم دبیرستانی در آلاباما، که انشایی را به مسابقه «اسم مریخ‌نورد را انتخاب کن» ناسا فرستاده بود نبوغ نامیده شد. در مراحل برنامه‌ریزی این بالگرد به نام Mars Helicopter Scout یا همان بالگرد مریخ شناخته شده بود و نام مستعار جینی بعداً به موازات پشتکار مریخ‌نورد مادر که پرسی معروف شد، مورد استفاده قرار گرفت.

## طراحی

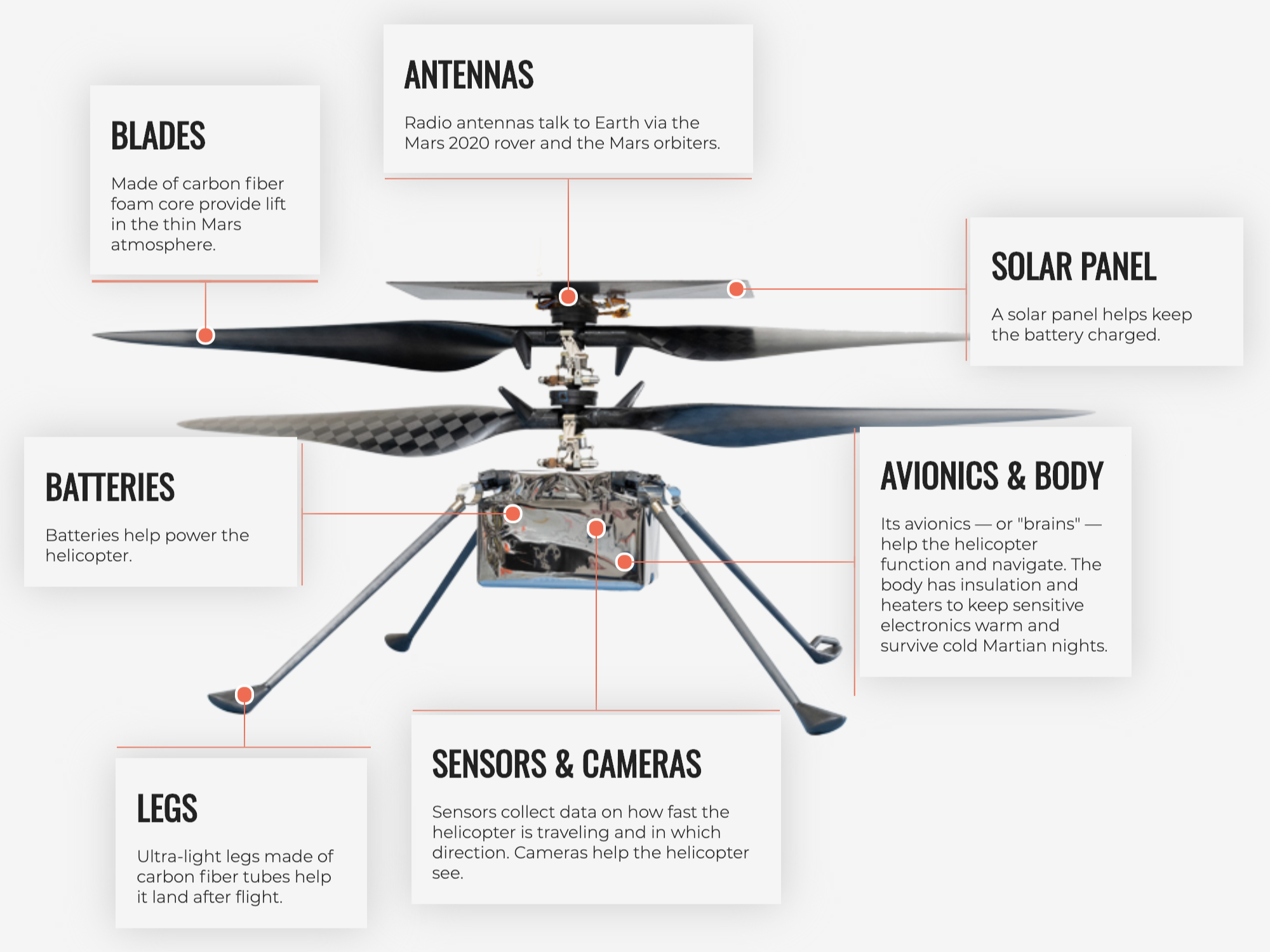
اجزای تشکیل دهنده نبوغ

| سرعت روتور               | ۲۴۰۰ دور در دقیقه                                                                    |
| سرعت نوک تیغه            | <۰٫۷ ماخ                                                                             |
| وقت پرواز                | حداکثر ۹۰ ثانیه، یک بار در هر بار                                                    |
| زمان عملیاتی             | ۱ تا ۵ پرواز در ۳۰ راه حل                                                            |
| حداکثر مسیر قابل پرواز   | ۳۰۰ متر (۹۸۰ فوت)                                                                    |
| حداکثر برد، رادیو        | ۱٬۰۰۰ متر (۳٬۳۰۰ فوت)                                                                |
| حداکثر ارتفاع            | ۳ تا ۵ متر (۱۰تا۱۵ فوت)                                                              |
| حداکثر سرعت، بیشینه سرعت | - افقی: ۱۰ متر بر ثانیه (۳۳ فوت بر ثانیه) - عمودی: ۳ متر بر ثانیه (۹٫۸ فوت بر ثانیه) |
| ظرفیت باتری              | ۳۵–۴۰ وات-ساعت (۱۳۰–۱۴۰ کیلوژول)                                                     |